# Yoko Tanabe
Yoko Tanabe –en japonés, 田辺 陽子, Tanabe Yoko– (Tokio, 28 de enero de 1966) es una deportista japonesa que compitió en judo.
Participó en dos Juegos Olímpicos de Verano en los años 1992 y 1996, obteniendo dos medallas, plata en Barcelona 1992 y plata en Atlanta 1996. En los Juegos Asiáticos de 1990 consiguió dos medallas.
Ganó cinco medallas en el Campeonato Mundial de Judo entre los años 1987 y 1995, y una medalla en el Campeonato Asiático de Judo de 1991.

## Palmarés internacional
| Juegos Olímpicos    | Juegos Olímpicos         | Juegos Olímpicos  | Juegos Olímpicos |
| Año                 | Lugar                    | Medalla           | Categoría        |
| ------------------- | ------------------------ | ----------------- | ---------------- |
| 1992                | Barcelona (España)       | Medalla de plata  | –72 kg           |
| 1996                | Atlanta (Estados Unidos) | Medalla de plata  | –72 kg           |
| Campeonato Mundial  |                          |                   |                  |
| Año                 | Lugar                    | Medalla           | Categoría        |
| 1987                | Essen (RFA)              | Medalla de bronce | –72 kg           |
| 1989                | Belgrado (Yugoslavia)    | Medalla de plata  | –72 kg           |
| 1989                | Belgrado (Yugoslavia)    | Medalla de bronce | Abierta          |
| 1991                | Barcelona (España)       | Medalla de plata  | –72 kg           |
| 1995                | Chiba (Japón)            | Medalla de bronce | –72 kg           |
| Juegos Asiáticos    |                          |                   |                  |
| Año                 | Lugar                    | Medalla           | Categoría        |
| 1990                | Pekín (China)            | Medalla de oro    | –72 kg           |
| 1990                | Pekín (China)            | Medalla de bronce | Abierta          |
| Campeonato Asiático |                          |                   |                  |
| Año                 | Lugar                    | Medalla           | Categoría        |
| 1991                | Osaka (Japón)            | Medalla de oro    | –72 kg           |